# Instituto Médio de Economia de Luanda
O Instituto Médio de Economia de Luanda (IMEL) como também é chamado é uma instituição de ensino, sediada na cidade de Luanda, no largo 1º de Maio, onde se pode encontrar a maioria das Escola pública em Luanda, capital de Angola. 
O IMEL oferece ensino médio-técnico , e ao longo dos anos tem vindos a formar vários angolanos nas mais diversas áreas. 